# Uriel
Uriel (em hebraico: אוריאל, Uriʾel; no hebraico tiberiano: ʾÛrîʾēl; "Chama de Deus") é um dos arcanjos da tradição rabínica pós-exílio, bem como de algumas tradições cristãs.
Os anjos mencionados nos livros mais antigos do Antigo Testamento não são designados por nomes. De fato, já o rabi Shimon ben Lakish (230 - 270) asseverava que os nomes específicos dos anjos foram adotados pelos judeus a partir de tradições babilónicas, depois do exílio (muitos comentadores modernos concordam com esta visão). Dos sete arcanjos do judaísmo pós-exílio, apenas três (Gabriel, Miguel e Rafael) são mencionados pelos nomes nas escrituras que gradualmente foram aceitas como canónicas. Os outros quatro, contudo, são nomeados no século II a.C. no Livro de Enoque, capítulo XXI: Uriel, Ithuriel, Amitiel e Baliel. Aí, intercedem perante Deus pela Humanidade, durante o período dos Nephilim - os Vigilantes caídos. Quando aos três primeiros arcanjos referidos se referia outro, de modo a representar os quatro pontos cardeais, Uriel era, geralmente, o quarto (o Norte, bem como quando representam os quatro elementos, toma o lugar da Terra). No poema de John Milton, Paraíso Perdido, Livro III, Uriel, encarregado da Orbe do Sol, serve como os olhos de Deus, ainda que, inconscientemente, dirija Satã em direção à recém-criada Terra.

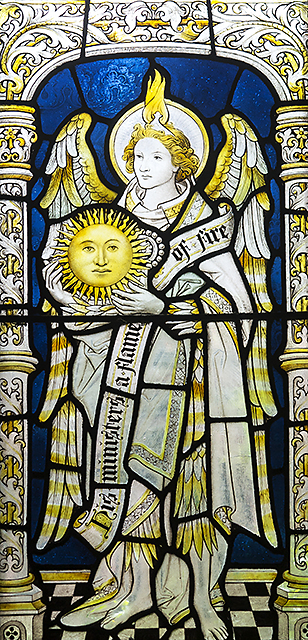
Vitral do arcanjo Uriel como o regente do Sol nos claustros da catedral de Chester.

Uriel aparece ainda no Segundo Livro de Esdras, adição apócrifa ao livro de Esdras, no contexto da literatura apocalíptica, em que é enviado para instruir o profeta Esdras, depois deste ter colocado algumas questões dirigidas a Deus.
Uriel é frequentemente identificado como o querubim que "permanece junto às portas do Éden e a cada um que o encontrar, dependendo  de sua índole, podem o ver com um pássaro se a pessoa for justo e digno, ou com um espada ardente se esse for o injusto e mal" ou como o anjo que "preside à tempestade e ao terror" (no Primeiro Livro de Enoque). No Apocalipse de Pedro aparece como o Anjo do Arrependimento e tão desprovido de piedade quanto qualquer demónio. Em Vida de Adão e Eva Uriel é representado como o espírito (um dos querubins) referido no terceiro capítulo do Génesis. É também identificado com um dos anjos que deram sepultura a Adão e a Abel no Paraíso.
Derivando das tradições místicas judaicas, Uriel tornou-se também no Anjo do Domingo, Anjo da Poesia. Terá sido ele a lutar com Jacob em Peniel. É ainda descrito como o destruidor dos exércitos de Senaquerib. Ainda de acordo com o livro de Enoque, terá sido ele a anunciar a vinda do Dilúvio a Noé, bem como aquele que dirigiu Abraão a caminho da Terra Prometida. É conhecido ainda como o Anjo da Morte, tendo tido um papel importante no episódio das Dez pragas do Egito, em que verificou quais as portas marcadas com sangue de cordeiro, para poupar tais casas da morte dos primogénitos.
Na tradição apocalíptica, é ele quem deterá a chave que abrirá o Inferno no Final dos Tempos.
Na moderna angelologia cristã, ainda que de uma forma marginal, Uriel é identificado por vezes como Serafim, Querubim, Regente do Sol, Chama de Deus, Anjo da Presença Divina, Arcanjo da Salvação, presidindo sobre o Tártaro (Inferno). Em escrituras mais recentes é, mesmo, identificado com Phanuel - a "Face de Deus". É descrito frequentemente como trazendo consigo um livro ou rolo de papiro, simbolizando a sua sabedoria. Uriel é ainda o anjo patrono das artes e foi descrito por Milton como o "espírito de visão mais arguta de todo o Céu".
É conhecida e testemunhada uma manifestação sua no lugar da Vergada, Argoncilhe, Portugal. No mesmo sítio conhecido pelas aparições marianas,e lugar popular de romaria.
Em obras apócrifas e cabalísticas, Uriel tem sido identificado ou confundido com Nuriel, Uryan, Jeremiel, Vretil, Sariel, Puruel, Phanuel, Jehoel e Israfael
No ocultismo, é frequentemente associado à cor verde.
Uriel é também chamado de Auriel.
Uriel é a chama sagrada.